# Sybilla flavosignata
Sybilla flavosignata är en skalbaggsart som beskrevs av Leon Fairmaire och Germain 1859. Sybilla flavosignata ingår i släktet Sybilla och familjen långhorningar. Inga underarter finns listade i Catalogue of Life.